# Chromatomyia obscuriceps
Chromatomyia obscuriceps är en tvåvingeart som beskrevs av Friedrich Georg Hendel 1935. Chromatomyia obscuriceps ingår i släktet Chromatomyia och familjen minerarflugor. Inga underarter finns listade i Catalogue of Life.